# غويليرمي ماتوس
غويليرمي ماتوس هو لاعب كرة قدم برتغالي في مركز الوسط، ولد في 14 فبراير 1994 في Calvão (Vagos) ‏ في البرتغال. شارك مع منتخب البرتغال تحت 16 سنة لكرة القدم ومنتخب البرتغال تحت 18 سنة لكرة القدم. أما مع النوادي، فقد لعب مع نادي بيرا مار.

## وصلات خارجية
- غويليرمي ماتوس على موقع قاعدة بيانات كرة القدم.إي يو (الإنجليزية)
- غويليرمي ماتوس على موقع Soccerway.com (الإنجليزية)